# ヨシ・ワダ
ヨシ・ワダ（Yoshi Wada、本名：和田 義正（わだ よしまさ）、1943年11月11日 - 2021年5月18日）は、日本で出まれ、アメリカ合衆国在住で活動を続けたサウンド・アーティスト。長年サンフランシスコに住んだ。
ミニマル・ミュージック、というよりはドローン・ミュージックの開祖的存在と言われている。

## 略歴
京都市立芸術大学卒業後、活動当初はジョージ・マチューナスとともに歩んだフルクサスの残党であった。ラ・モンテ・ヤングとともに「止まったミニマリズム」の趣旨に共鳴してプラン・ナートにインド声楽を師事した後、1980年代から一つの音を長く引き伸ばす活動を始めた。
ラ・モンテ・ヤングの後継のように思われているものの、ヤングと決定的に異なるのは自身の音楽のための創作音具の開発を怠らないことである。ハンディ・ホーン (Handy Horn)、アース・ホーン (Earth Horn) の創造は特に有名であり、ライブはいくつかの約束事を決めてほぼ即興で行われる。ラ・モンテ・ヤングもドローン・ミュージックとして自身の創作を展開させていたものの、ウェル・チューンド・ピアノで「一定の速度で指を早く回転させる」運指法を投入し結果として「速い音色」を使った。しかし、ヨシ・ワダの活動には一切このような逸脱が見られないことから、ヤングよりもミニマルに徹することのできたアーティストと言える。一つのドローンで3時間を超えることもある。電子楽器やラップトップも投入する。
実子のタシ・ワダ (Tashi Wada) も全く同じ趣旨のミニマリズムの活動を行っており、親子で共演することもあるが、アルバムは別々に出している。ヨシ・ワダについて最初に論及が見られたのはトム・ジョンソンの著作『The Voice of New Music: New York City 1972-1982 -- A Collection of Articles Originally Published』（1989年）で、これが逆輸入される形で日本に伝わった。もっぱら活動はライブで行っており、ディスコグラフィはその業績の割に少ない方である。一時期は集団即興演奏を行っていたこともあるが、21世紀は単独ライブに徹していた。

## ディスコグラフィ

### アルバム
- 『ラメント・フォー・ザ・ライズ・アンド・フォール・オブ・ジ・エレファンタイン・クロコダイル』 - Lament For The Rise And Fall Of The Elephantine Crocodile（1981年、India Navigation）
- 『オフ・ザ・ウォール』 - Off the Wall（1985年、Free Music Production）
- 『ジ・アポインテッド・クラウド』 - The Appointed Cloud (2008年、EM/Omega Point)
- 『アース・ホルン・ウィズ・エレクトロニック・ドローン』 - Earth Horns with Electronic Drone (2009年、EM/Omega Point) ※CD/3枚組LP
- 『シンギング・イン・ユニゾン』 - Singing in Unison（2012年、EM）※3枚組LP